# 双岔镇
双岔镇，是中华人民共和国甘肃省甘南藏族自治州碌曲县下辖的一个乡镇级行政单位。
2017年3月15日，甘肃省民政厅批复同意撤销双岔乡，设立双岔镇。

## 行政区划
双岔镇下辖以下地区：
洛措村、毛日村、青禾村和二地村。